# L'Arbre mort

L'Arbre mort est un film français réalisé par Joseph Morder sorti en 1987.

## Synopsis
Tout commence par une rencontre, celle de Laura et Jaime. Ils se séparent, mais leurs destinées se recroisent grâce à un arbre mort.

## Fiche technique
- Titre : L'Arbre mort
- Réalisation : Joseph Morder
- Scénario : Philippe Fano, Joseph Morder
- Année : 1987
- Tournage : Nice, Toulon, Paris
- Durée : 90 minutes
- Pays de production :  France
- Langue : français
- Couleur : couleur
- Musique : Mario Litwin

## Distribution
- Philippe Fano
- Marie Serrurier
- Rosette
- Patrick Zocco
- Jean-Marie Lalvée
- Jean-Charles Fantoni
- Françoise Michaud
- Joël Barbouth